# Kostel svatého Antonína Paduánského (Jaffa)
Kostel svatého Antonína Paduánského je farní chrám římskokatolické církve původem italské františkánské kustodie Svaté země a její enklávy v Tel Avivu–Jaffě, v Izraeli. Sídlí ve čtvrti Adžami v ulici Jefet č. 25.

## Historie
Kostel svatého Antonína Paduánského se školou vznikl jako poslední z velkých křesťanských chrámů v Jaffě roku 1932, především pro evropské rezidenty, turisty a poutníky, k nimž se přidali i místní arabští obyvatelé. V klášterní škole, která je přistavěna ke kostelu ze severní strany, studovaly také řeholní sestry ze sousedního francouzského kláštera sv. Josefa a nemocnice. Nedaleko odtud je římskokatolický hřbitov.   
Kostel sdružuje nejpočetnější křesťanskou komunitu v Jaffě. Dále je františkánským školským centrem s celostátní působností. Je k němu přidružen také Patriarchální vikariát pro migranty a utečence v Izraeli. V posledních letech slouží také katolíkům přišlým z Filipín.

## Popis

### Exteriér
Kostel stojí v zahradě se vzrostlými stromy a se dvorem. Je to novogotická trojlodní bazilika na půdorysu latinského kříže, s pětibokým závěrem a hranolovou věží na jihovýchodním nároží. Budova školy stojí na severní straně. Komunitní centrum je situováno v zahradě na jižní straně. Budova byla projektována podle vzorů klasické gotiky s románskými stylovými prvky (obloučkový vlys, kruhová okénka v bočních lodích). Do hlavního portálu kostela je vsazen tympanon s reliéfem klečícího svatého Antonína Paduánského, jemuž se v lese zjevuje dítě Ježíš.

### Interiér
Mezilodní arkády jsou neseny mramorovými sloupy s bohatě řezanými listovými hlavicemi, klenby jsou křížové. Na hlavním oltáři z bílého mramoru je v pod baldachýnem umístěna socha patrona chrámu, svatého Antonína Paduánského. Ve všech oknech jsou barevné vitráže, v závěru s postavami svatého Františka Serafínského, Ježíšova srdce a Mariina srdce.

## Galerie

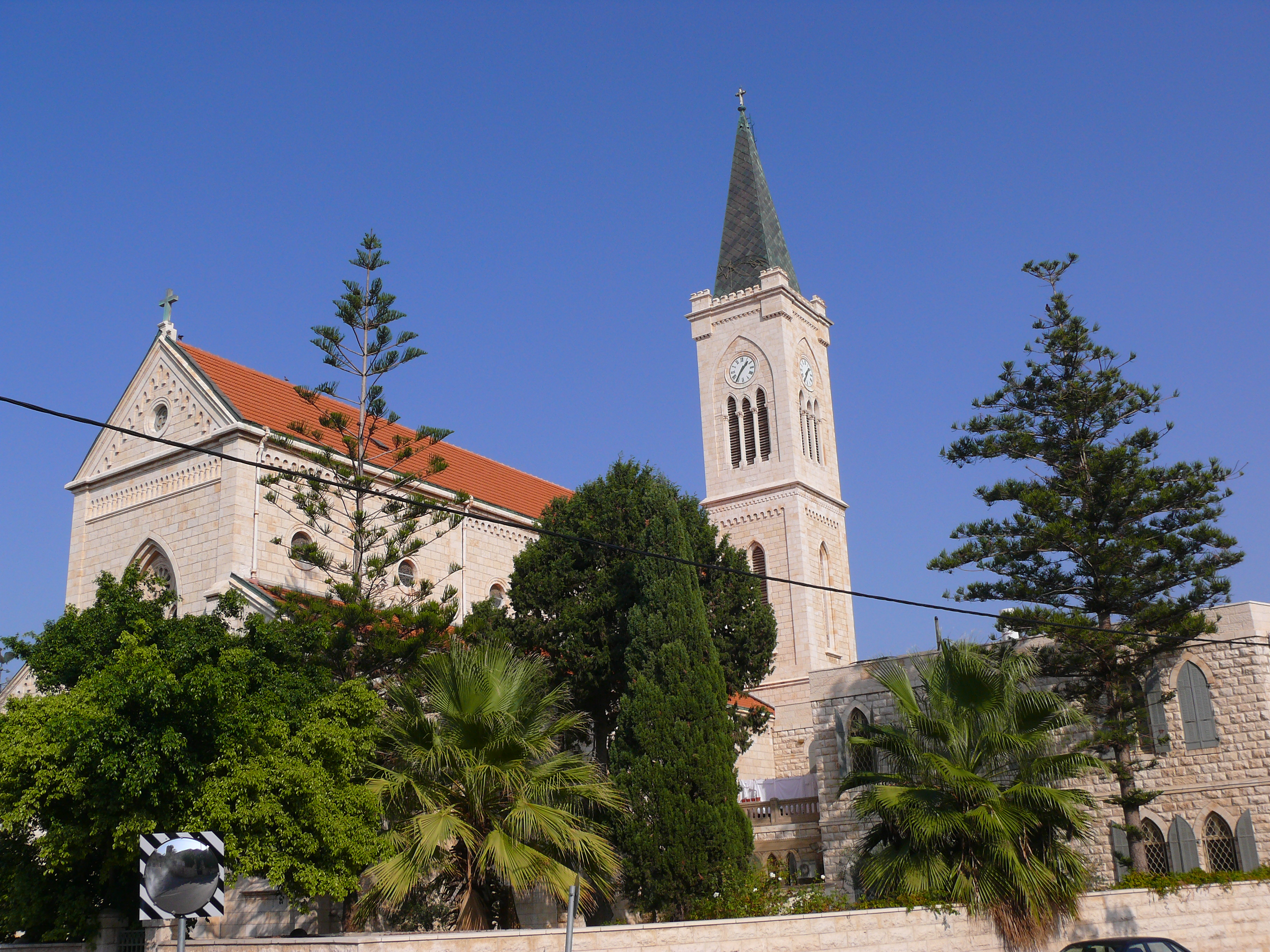
Pohled ze zahrady
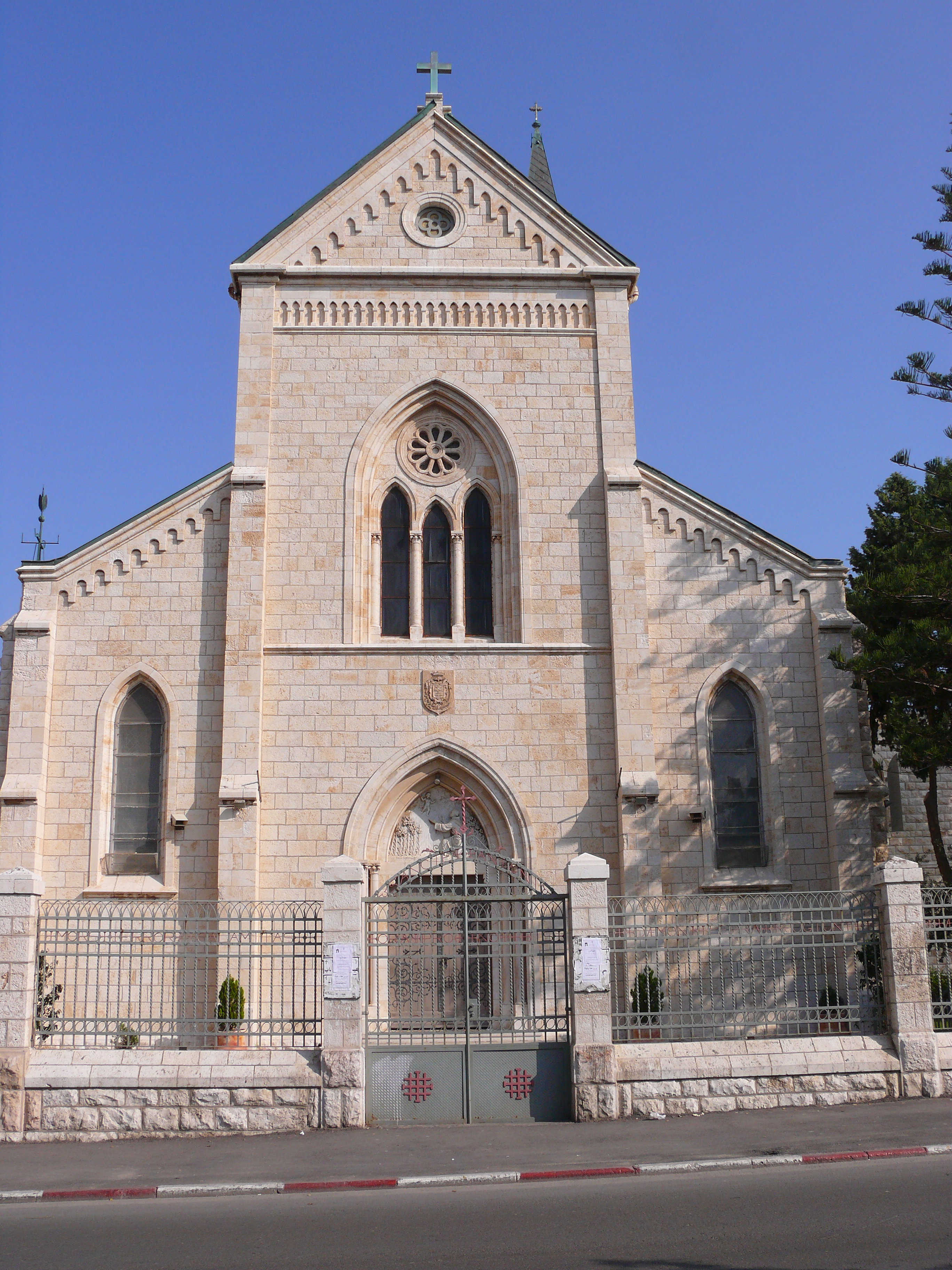
Západní průčelí
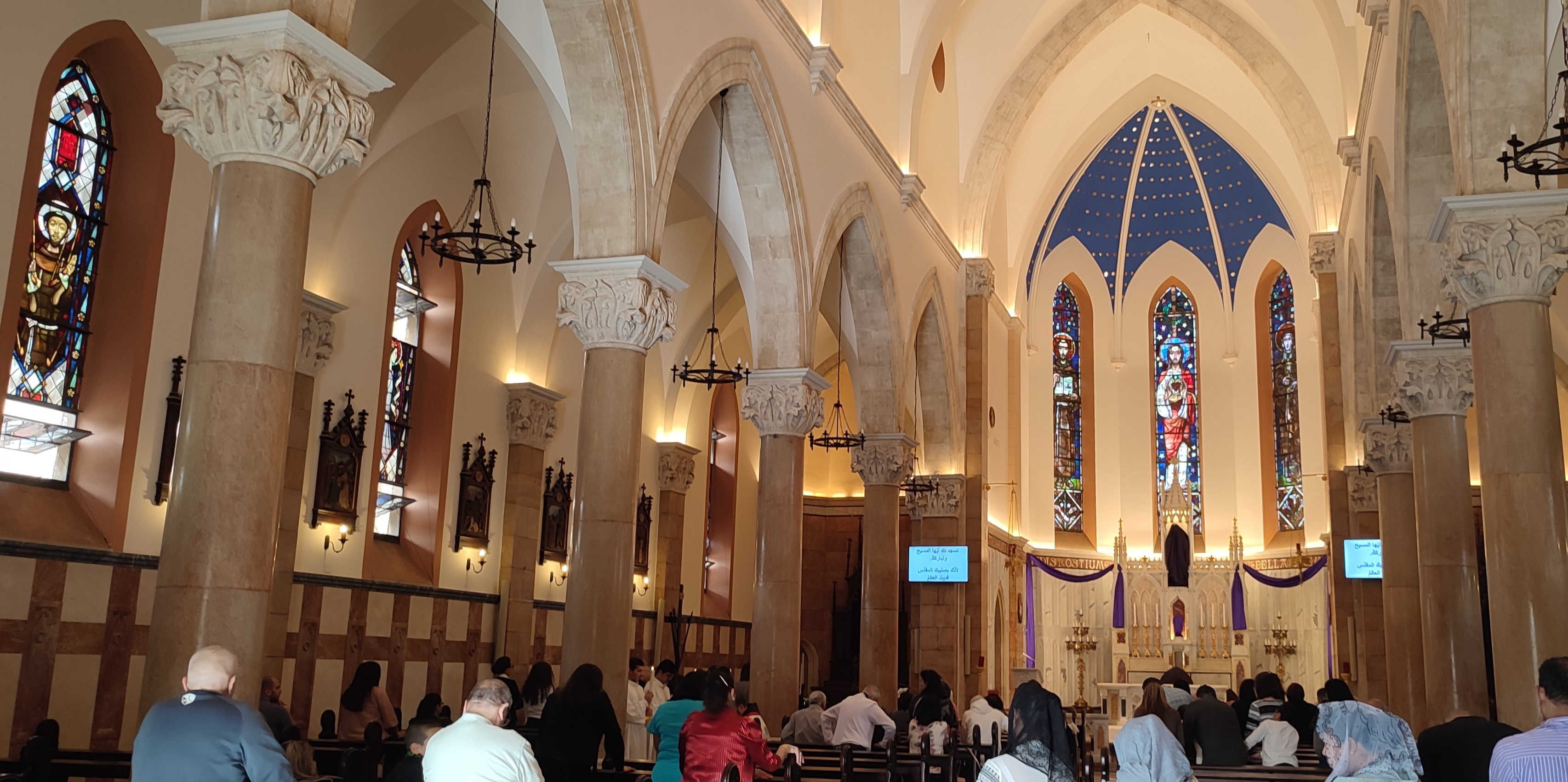
Interiér
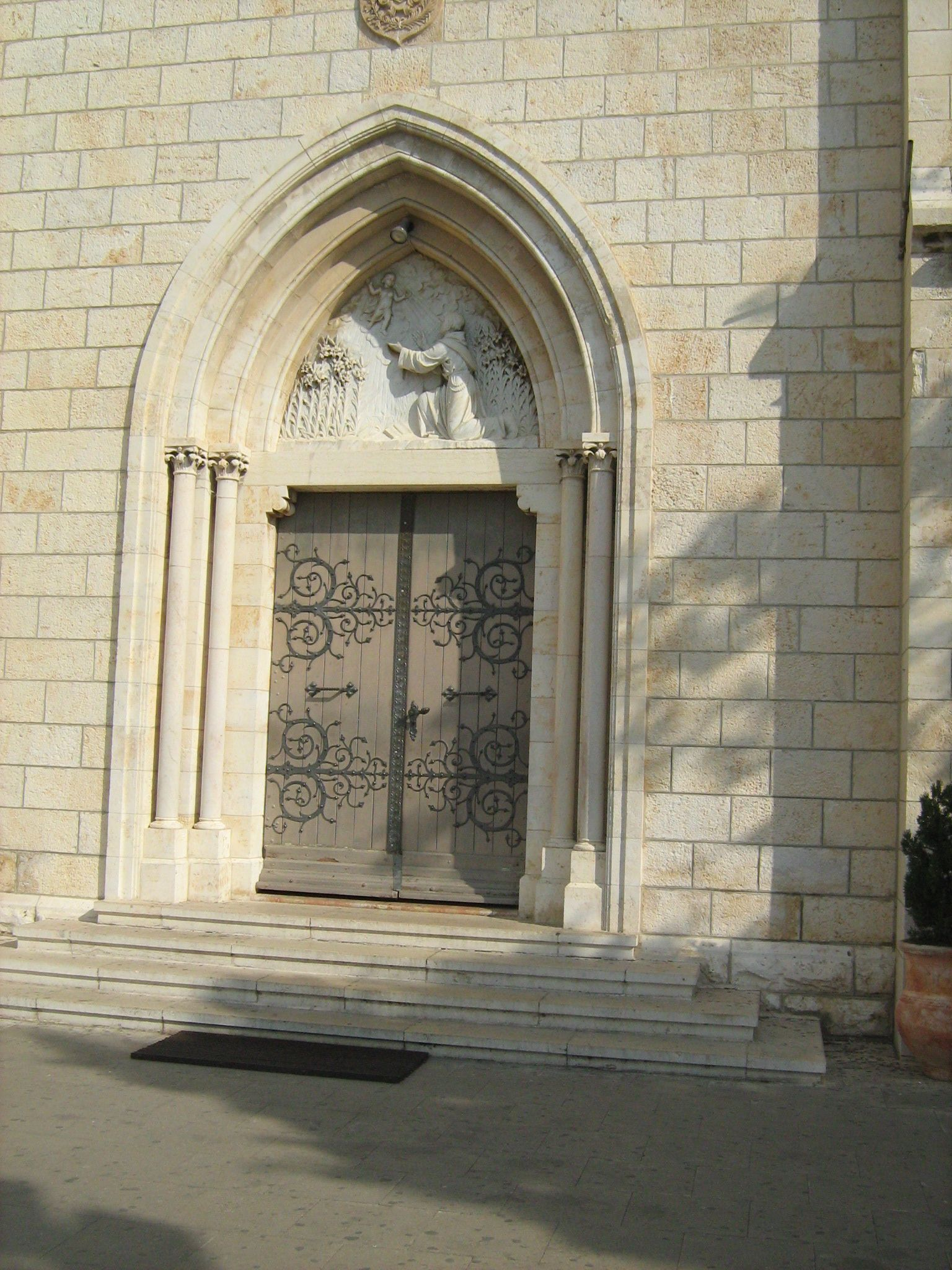
Hlavní vchod
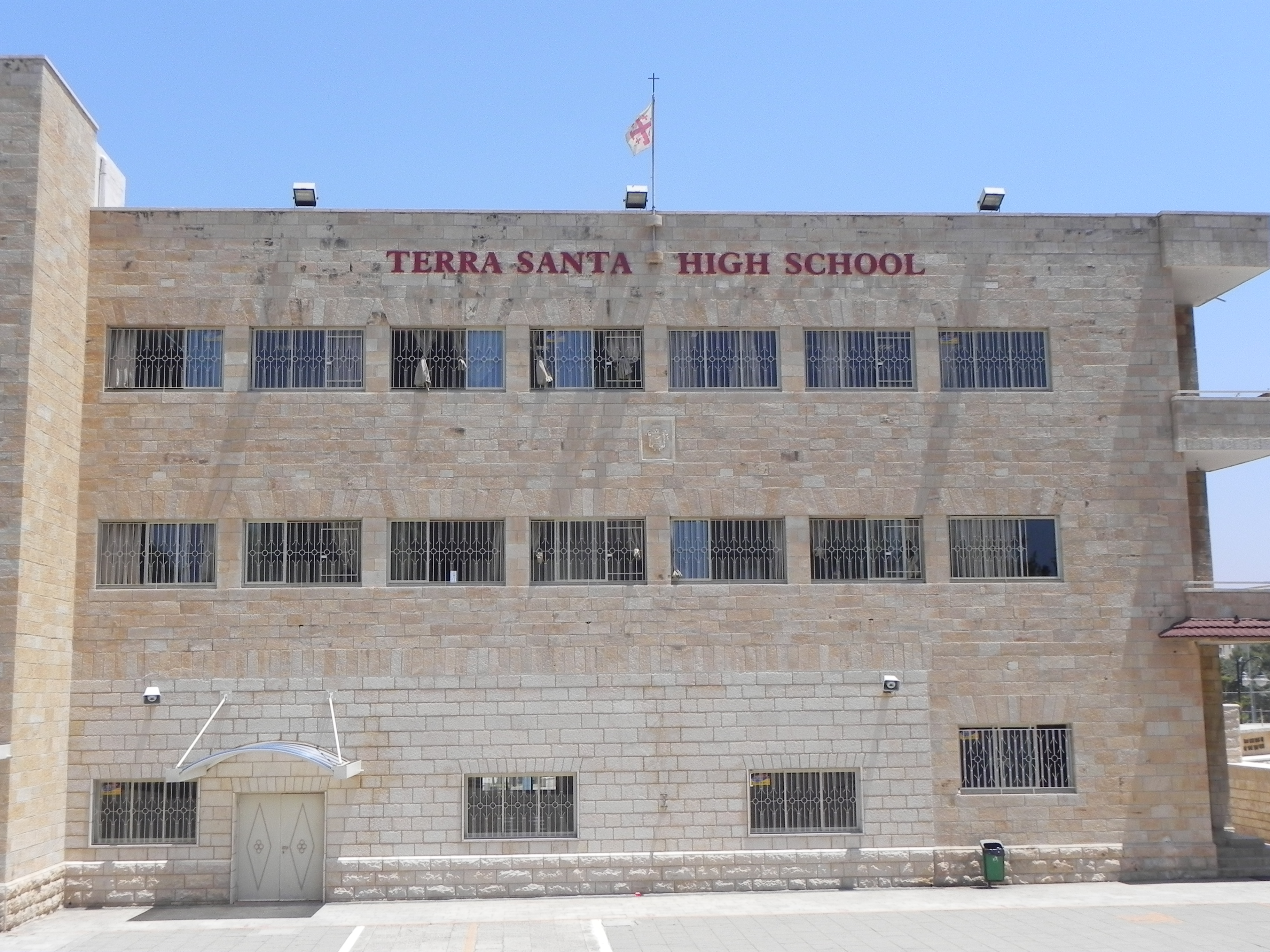
Budova františkánské školy
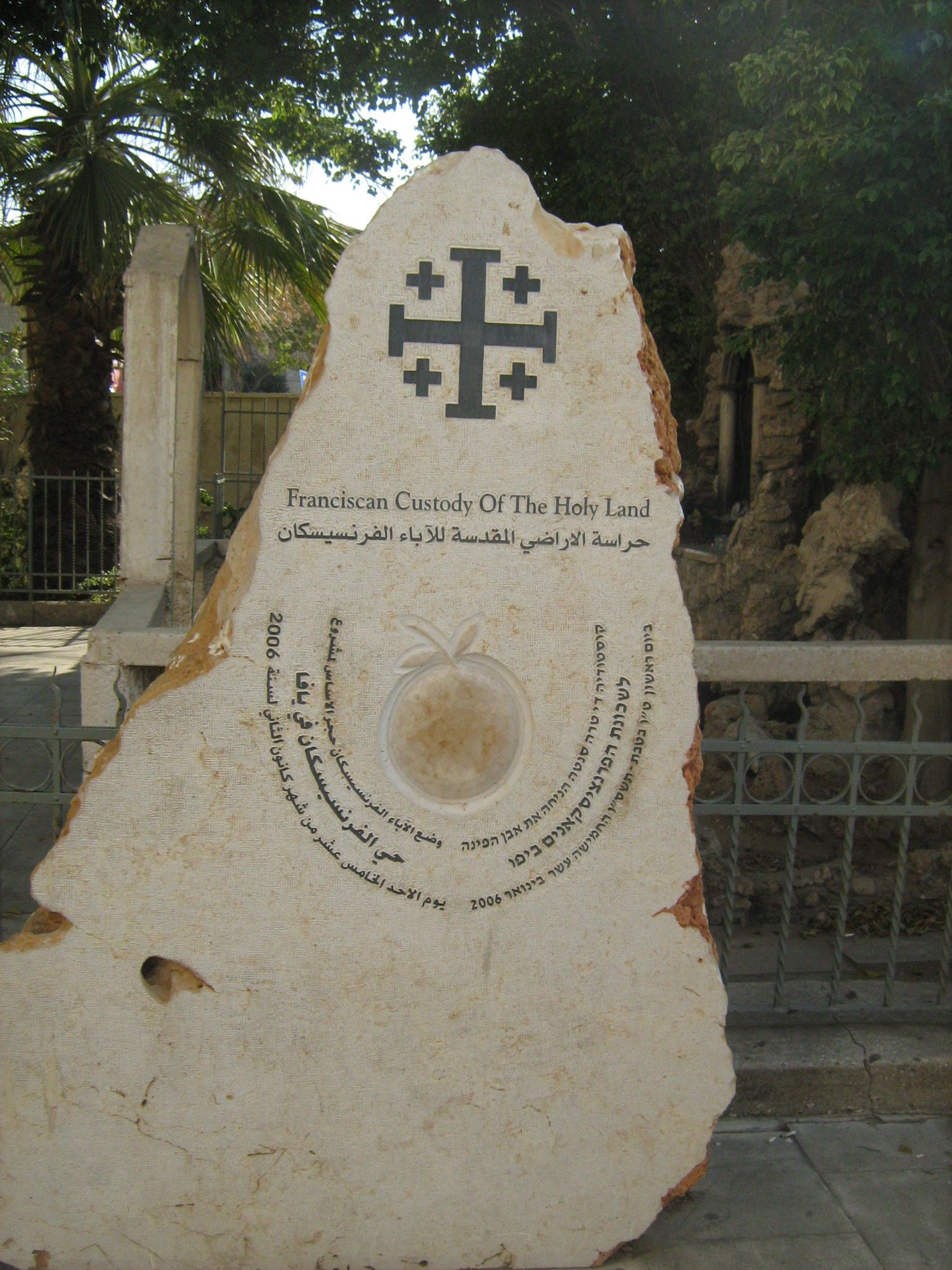
Znak františkánské kustodie